# Вила на папирусите
Вилата на Папирусите (на италиански: „Villa dei Papiri; Pisonenvilla) e голяма древна вилна площ, намираща се на 250 м от Херкуланеум, затрупаният римски град от избухналия вулкан Везувий на 24 август 79 г. в Южна Италия.
Наречена е така, заради намерените в нея библиотека с папируси.
Открита е през 1750 г. от швейцарския археолог и военен инженер Карл Вебер. Била е затрупана с 20 м вулканична тиня.
Вилата е построена вероятно през 1 век пр.н.е. от Луций Калпурний Пизон Цезонин (консул 58 пр.н.е.), който е познат като тъст на Гай Юлий Цезар.
По други изследователи е построена от Апий Клавдий Пулхер (консул 38 пр.н.е.).
Вилата се простира с дължина от 250 м покрай морето и има в средата воден басейн, дълъг 66 м.
- Танцьор от вилата с папирусите
- Статуи от вилата с папирусите
- Селевк I Никатор